# Jeanne Mbella Ngom
Jeanne Mbella Ngom est une écrivaine camerounaise, enseignante de formation et directrice d'école. Ses romans font l'objet d'études sociétales, littéraires et linguistiques.

## Biographie
Après une carrière dans l'enseignement comme professeure de français des enseignements secondaires et proviseure d'établissement, notamment au lycée d'Elig-Essono, Jeanne Mbella Ngom prend sa retraite au début des années 2000 et se consacre à l'écriture,.

## Carrière littéraire et réception
Pour Gérard Keubeung, professeur de langue au McDaniel College, Jeanne Mbella Ngom fait partie de la seconde génération d'autrices camerounaises qui bénéficient de la création de maisons d'éditions locales, telles que les Éditions Proximité ou Ifrikiya apparues après 1980 dans ce pays,,. Elle s'inscrit dans le cadre de la littérature féminine qui questionne les droits de l'homme et du citoyens et, dans le cas de Seule contre tous, la faillite de l’état postcolonial camerounais dans la protection des plus vulnérables.
Ainsi, son premier roman écrit, en 2014 revendique l'égalité homme-femme mettant en scène, une jeune femme qui refuse d’épouser l’homme que ses parents lui ont choisi pour mari,. Ce roman a fait l'objet d'une étude linguistique en 2023, sur les difficultés de traduction que pose ce roman, du fait de l'utilisation du camfranglais et du registre familier par l'autrice est aussi perçu par une partie de la critique comme une description authentique de l'ancien Yaoundé,.
Son deuxième roman, publié en 2016, qui traite de la condition des veuves au Cameroun, a été inspiré par des évènements dont elle a été témoin durant sa carrière d'enseignante. Dans ce livre, c'est le destin de toute une famille qui est bouleversé après le décès du père à l'hôpital. Si la veuve, femme au foyer, subit à la fois les menaces et humiliations de sa belle-famille et les lenteurs et tracasseries d'une administration défaillante où règne la corruption. Ses enfants ne peuvent pas poursuivre leur scolarité : le fils aîné bachelier renonce à ses études et doit travailler pour subvenir aux besoins de sa fratrie et sa sœur cadette tombe enceinte, ce qui met un terme à sa scolarisation. Ce récit met en exergue l'absence de solidarité familiale chez les plus démunis et dénonce le mauvais fonctionnement des structures hospitalières du pays. Enfin les cérémonies traditionnelles entourant le veuvage sont apparentées à des tortures psychologiques ou physiques qui « se font sous le regard complice des autorités et gouvernements postcoloniaux ». À travers son roman, Melba Ngom met également en avant le travail des organisations non gouvernementales du Cameroun qui assument les responsabilités sociales négligées par le gouvernement.

## Publications
- Les coqs ne chanteront plus, Yaoundé, Editions Ifrikiya, 2014, 107 p. (présentation en ligne)
- Seule contre tous: roman, Proximité, 2016, 156 p. (ISBN 978-2-258-04072-4, lire en ligne)